# Piłodzioby
Piłodzioby (Momotidae) – rodzina ptaków z rzędu kraskowych (Coraciiformes).

## Charakterystyka
Są to ptaki średniej wielkości, żyjące w gęstych lasach Nowego Świata od północnego Meksyku po północne krańce Argentyny. Są zazwyczaj jaskrawo ubarwione, z charakterystycznymi długimi kolorowymi ogonami. Nazwę zawdzięczają ząbkowanym krawędziom tnącej części dzioba obecnym u wszystkich gatunków tej rodziny z wyjątkiem piłodzioba płaskodziobego. Tak jak pozostałe kraskowe, gniazdują w tunelach wykopanych w piaszczystej ziemi. Żyją w koloniach od kilku do kilkudziesięciu par. Składają zwykle cztery białe jaja, które wysiadują oboje rodzice około 20 dni. Młode osiągają zdolność lotu po 30 dniach. Odżywiają się drobnymi zwierzętami, takimi jak owady i jaszczurki, zjadają również owoce.

## Systematyka
Do rodziny należą następujące rodzaje i gatunki:
- Hylomanes M.H.C. Lichtenstein, 1839 – jedynym przedstawicielem jest Hylomanes momotula M.H.C. Lichtenstein, 1839 – piłodziób płaskodzioby
- Eumomota P.L. Sclater, 1858 – jedynym przedstawicielem jest Eumomota superciliosa (Sandbach, 1837) – piłodziób czarnogardły
- Electron Gistel, 1848
- Aspatha Sharpe, 1892 – jedynym przedstawicielem jest Aspatha gularis (Lafresnaye, 1840) – piłodziób niebieskogardły
- Baryphthengus Cabanis & F. Heine Sr., 1860
- Momotus Brisson, 1760